# 青山幸秀
青山 幸秀（あおやま よしひで）は、江戸時代中期の大名。摂津国尼崎藩の第4代藩主、信濃国飯山藩主、丹後国宮津藩の初代藩主。官位は従五位下・大膳亮。幸成系青山家4代。

## 生涯
元禄9年（1696年）、摂津尼崎藩3代藩主・青山幸督の長男として誕生した。宝永7年（1710年）、父の死去により家督を継ぎ、12月18日に従五位下・大膳亮に叙任される。宝永8年（1711年）2月11日、信濃飯山藩に移封となった。
享保2年（1717年）2月11日、丹後宮津藩に移封された。
享保9年（1724年）、弟の幸能（叔父の幸澄の養子。交代寄合旗本で駿府城代）が自殺するなどの問題から、幕命により出仕を停止させられた。藩政においては、享保の飢饉における飢餓や過酷な藩政によって領民は苦しみ農業が衰退し、代わって丹後の民衆は丹後縮緬を作って現金収入を得ることで飢えを凌いだと伝わる。皮肉にも幸秀の藩政のお蔭で、今日も名高い特産品の丹後縮緬は急速に広まることになった。
延享元年（1744年）9月8日、死去。享年49。跡を三男の幸道が継いだ。

## 系譜
父母
- 青山幸督（父）

正室
- 本多康慶の娘

側室
- 寂林院、浜村氏

子女
- 金次郎
- 藤七
- 青山幸道（三男）
- 青山幸篤（四男） 生母は正室
- 青山幸充
- 青山幸弼
- 青山忠高（七男） 生母は寂林院 - 青山忠朝の養子
- 相馬恕胤正室